# Wakamarina River
Der Wakamarina River ist ein Fluss in der Region Marlborough auf der Südinsel von Neuseeland.

## Geographie
Der Wakamarina River ist der zweitgrößte Nebenfluss des Te Hoiere / Pelorus River und entspringt an der südwestlichen Flanke des 1365 m hohen Mount Royal in der Richmond Range. Von dort aus fließt der Fluss von seiner zunächst westlichen Ausrichtung in einem Rechtsbogen schließlich in nordnordöstlich Richtung, bis er nach 29 km als rechter Nebenfluss bei Canvastown in den Te Hoiere / Pelorus River mündet.
An seiner östlichen Seite begleite die Wakamarina Road den Fluss bis zum Ende der Straße bei Butchers Flat. Weiter flussaufwärts bis zur Einmündung des Mountain Camp Creek wird das Flussbett durch eine Felsschlucht mit dichter Bewachsung eingeengt. Felsbrocken im Flussbett machen den Fluss dort bei hohem Wasserstand zu einem Wildwasserfluss.